# Diarios de motocicleta (película)
Diarios de motocicleta es una película biográfica basada en los diarios de viaje del Che Guevara y Alberto Granado, dirigida por Walter Salles y protagonizada por Gael García Bernal y Rodrigo de la Serna. Fue ganadora del Oscar a la Mejor Canción Original en 2005 por Al otro lado del río, de Jorge Drexler, junto a 21 premios internacionales más.
La película relata el viaje que realizaron El Che y Granado a través de América del Sur, en 1952. Durante el desarrollo del mismo, Guevara se descubre a sí mismo transformado por sus observaciones de la vida de los empobrecidos campesinos indígenas. A través de los personajes que encuentran en el camino aprenden sobre las injusticias a las que los pobres se enfrentan y viven situaciones de distinto tipo, desde las más alegres a las más tristes. La experiencia les presenta a Guevara y Granado una verdadera imagen de la identidad latinoamericana y cambia el curso de sus vidas para siempre.

## Argumento
En 1952, un semestre antes de que Ernesto Guevara termine sus estudios de medicina, él y su viejo amigo Alberto Granado, un bioquímico, dejan Buenos Aires para viajar por el continente buscando diversión y aventuras. Si bien al final de su viaje tienen un objetivo, intentan trabajar en una colonia de leprosos en Perú, el propósito principal es turismo. Ellos quieren ver tanto de América Latina como puedan, más de 10 000 kilómetros en solo unos meses. Su método inicial de transporte era la antigua y agujereada, pero funcional motocicleta Norton 500 de Alberto bautizada La Poderosa.
Se dirigirán al norte, con el objetivo de cruzar Los Andes, viajar a lo largo de la costa de Chile, a través del desierto de Atacama y de la Amazonía peruana y alcanzar Venezuela justo a tiempo para cuando Alberto cumpliese 30 años, el 2 de abril. Debido a una avería de La Poderosa, se ven obligados a viajar a un ritmo más lento, y llegan a Caracas en junio. 
Durante su excursión, los dos protagonistas se encuentran con la precariedad de las personas en los pueblos amerindios, y la película asume una mayor seriedad una vez que los hombres tienen un mejor razonamiento de la disparidad entre los ricos y pobres de América Latina. En Chile, los viajeros encuentran un par de hombres realizando trabajos forzados en la ruta debido a sus creencias comunistas. Los dos los acompañan a la mina de cobre de Chuquicamata, y al ver el trato que recibían los obreros el protagonista Guevara se enfada. La unión de éste con las personas necesitadas es desde lo más profundo de sus corazones en toda la película. 
Sin embargo, es la visita a las ruinas incas de Machu Picchu lo que inspira algo en Ernesto. Él se pregunta cómo la avanzada cultura dio paso a la expansión urbana de Lima. Su respuesta es que los españoles tenían armas. 
En Perú, el Che y Granado trabajan como voluntarios durante tres semanas en una colonia de leprosos de San Pablo. Allí Guevara ve tanto física como metafóricamente la división de la sociedad entre las masas trabajadoras y las masas gobernantes (el personal que vive en el lado norte del río, separado de los leprosos que viven en el sur). Guevara además se rehúsa a usar guantes de goma durante su visita eligiendo en su lugar estrecharse las manos desnudas con los asustados leprosos recluidos. 
Al final de la película, después de su estadía en la colonia de leprosos, Guevara confirma sus incipientes impulsos igualitarios y antiautoritarios durante un brindis de cumpleaños, que es a su vez su primer discurso político. En él evoca una identidad latinoamericana que trasciende las fronteras de la nación y la raza. Estos encuentros con la injusticia social transforman la manera en que Guevara ve al mundo y por implicación motivan más tarde sus actividades políticas como un revolucionario.
Guevara hace su simbólico “viaje final” esa noche cuando a pesar de su asma, elige nadar a través del río que separaba las dos sociedades de la colonia de leprosos, para pasar una noche en una choza de leprosos en vez de en las cabinas de los doctores. Este viaje implícitamente simboliza el rechazo de Guevara a la riqueza en la que había nacido, y el camino que tomaría más tarde en su vida como un guerrillero, peleando por lo que él creía era la dignidad que todo ser humano merecía. 
Cuando se estaban despidiendo uno del otro, Alberto revela que su cumpleaños no era, de hecho, el 2 de abril, sino el 8 de agosto, y que la razón de esa mentira era simplemente por motivación: Ernesto responde que siempre lo supo. La película termina con la aparición del verdadero Alberto Granado de 82 años, junto con imágenes del viaje real y una mención de la eventual ejecución del Che Guevara en la selva boliviana en 1967.

## Reparto
| - Gael García Bernal - Ernesto ''Che'' Guevara - Rodrigo de la Serna - Alberto Granado - Mía Maestro - Chichina Ferreyra - Mercedes Morán - Celia de la Serna - Jean Pierre Noher - Ernesto Guevara Lynch - Susana Lanteri - Tía Rosana - Lucas Oro - Roberto Guevara - Marina Glezer - Celita Guevara - Sofía Bertolotto - Ana María Guevara - Franco Solazzi - Juan Martín Guevara - Facundo Espinosa - Tomás Granado | - Ricardo Díaz Mourelle - Tío Jorge - Sergio Boris - Viajero joven - Daniel Cargieman - Viajero joven - Diego Giorzi - Rodolfo - Gustavo Bueno - Doctor Hugo Pesce - Bárbara Lombardo - Amiga de Chichina - Maida Andrenacci - Amiga de Chichina - Matías Strafe - Amigo de Chichina - Alberto Granado - Cameo al final de la película |

## Producción
El proyecto se originó gracias a la iniciativa del productor ejecutivo Robert Redford y los productores Michael Nozik y Karen Tenkhoff que se pusieron en contacto con el director Walter Salles para hablar sobre la película. Además el equipo de producción recabó los servicios del periodista y documentalista italiano Gianni Miná, quien se incorporó al proyecto como supervisor artístico. El equipo hizo un primer viaje con Miná a La Habana, en Cuba, en el que emprendieron su exhaustivo proceso de investigación, se entrevistaron con Granado y conocieron a la viuda de Guevara, Aleida March, y a sus hijos, Aleida, Camilo y Ernesto.
José Rivera, un joven y galardonado dramaturgo puertorriqueño fue el escritor elegido para adaptar la historia. El director y el guionista se documentaron juntos, leyendo todas las biografías publicadas sobre Guevara. Rivera trabajó durante dos años en sucesivos borradores del guion, antes de llegar a la versión definitiva. Para asegurarse de que la historia retratase de forma equilibrada a ambos personajes, Rivera utilizó tanto los diarios de Guevara como el relato que el propio Granado hizo del viaje.
En 2001, los productores ejecutivos Paul Webster y Rebecca Yeldham se incorporaron al proceso de desarrollo de Diarios de motocicleta, y la empresa FilmFour se encargó de cofinanciar la película. Entretanto, el director emprendió su propio viaje personal por los pueblos y ciudades descritos en los libros, para conocer de primera mano la ruta recorrida por Guevara y Granado 50 años antes.
Una vez finalizado el guion, el equipo comenzó a preparar la producción. Las labores de localización de exteriores se iniciaron a principios de noviembre de 2001, con la visita del equipo de producción a Argentina. La búsqueda de exteriores en el resto de los países se inició el mes de enero del año siguiente y se prolongó hasta el mes de mayo. Igualmente importante para la autenticidad del filme y del retrato que en él se hace de las diferentes culturas visitadas fue la decisión de emplear actores locales, con excepción del actor mexicano Gael García Bernal, a quien Salles describe como "uno de los actores más singulares y con más talento de su generación". 
Mientras los actores se preparaban para interpretar sus papeles, el director seguía perfilando la estética de la película. Salles y su equipo se inspiraron en las fotografías que Guevara tomó durante el viaje, y también en la evocativa obra del fotógrafo aimara Martín Chambi. El diseñador de la producción, Carlos Conti, trabajó en la reconstrucción del período, incluyendo alusiones al contexto histórico, pero dando al mismo tiempo un aire contemporáneo a la producción para subrayar la intemporalidad de los temas tratados.
Los preparativos definitivos para el rodaje se iniciaron a mediados de junio de 2002 y se prolongaron durante 16 semanas. La película se rodó en más de treinta escenarios, donde se desarrollaron la mayor parte de los acontecimientos que narra la historia y en 84 días.

### Temas
En el transcurrir de la cinta los estratos conscientes del joven Ernesto comienzan a complejizarse, y su identidad comienza a constituirse. Este es el momento en el que el Che comienza a convertirse en "el Che", dejando atrás a Ernesto, el tímido estudiante de Medicina, junto a su familia, novia y hábitos burgueses. La película analiza la 'toma de conciencia' del Che, su concientización social, su salir del cascarón familiar y social, y también trata sobre conocer (chocarse) con otras formas de vida posibles, y de las injustas consecuencias que estas posibles elecciones de vida pueden acarrear. Este es el tema de la película, la excusa y la coartada de Salles para retomar el género road movie, y expandirlo más allá de las fronteras y caminos latinoamericanos, hacia un sentido esencialmente metafísico.
Luego del estreno de la cinta surgió el rumor de que el actor argentino Rodrigo de la Serna, intérprete del personaje de Alberto Granado, es primo segundo de Ernesto Guevara. Sin embargo la noticia no es cierta y él mismo se ha encargado de desmentirlo.

### Emplazamientos del rodaje
En un viaje, que duró ocho meses, los compañeros recorrieron más de 14 000 kilómetros, desde Argentina a través de Chile, Perú y Colombia a Venezuela. Los lugares claves del viaje descritos a lo largo de la cinta incluyen: en Argentina, Buenos Aires, Miramar, Villa Gesell, San Martín de los Andes, Lago Frías, Patagonia; en Chile Lautaro (aunque no aparece mencionado), Temuco (parte de Temuco es grabado en Lautaro), Los Ángeles (es grabado íntegramente en Lautaro), Valparaíso, desierto de Atacama, Chuquicamata; en Perú, Cuzco, Machu Picchu, Lima; la colonia de leprosos de San Pablo; en Colombia: Leticia y en Venezuela: Caracas.

## Distribución
La película fue presentada por primera vez en el Festival de Cine de Sundance el 15 de enero de 2004. Fue presentada luego en el Festival de Cine de Cannes el 19 de mayo de ese año. 
El film fue proyectado en muchos otros festivales incluyendo: el Festival Internacional de Cine de Auckland, Nueva Zelanda; el Festival Internacional de Cine de Copenhague, Dinamarca; el Festival de Cine de Espoo, Finlandia; el Festival de Cine de Telluride, Estados Unidos; el Festival de Cine de Toronto, Canadá; el Festival internacional de Cine de Vancouver, Canadá; el Festival de Cine de Frankfurt, Alemania; el Festival de Cine de Morelia, México; entre otros.

## Clasificación por edades
| País                 | Calificación                                      |
| -------------------- | ------------------------------------------------- |
| Alemania             | 6                                                 |
| Argentina            | ATP                                               |
| República Dominicana | ATP                                               |
| Australia            | M                                                 |
| Canadá               | G (Quebec) 14A (Alberta/British Columbia/Ontario) |
| Brasil               | 12                                                |
| Chile                | TE                                                |
| España               | 7 (NRM7)                                          |
| Estados Unidos       | R                                                 |
| Filipinas            | G                                                 |
| Finlandia            | K-7                                               |

| País          | Calificación  |
| ------------- | ------------- |
| Puerto Rico   | PG-13         |
| Portugal      | M/12          |
| Italia        | T             |
| Islandia      | L             |
| Noruega       | 11            |
| Nueva Zelanda | M             |
| Países Bajos  | AL            |
| Perú          | PT            |
| Reino Unido   | 15            |
| Singapur      | NC-16         |
| Suecia        | 7             |
| Colombia      | 12            |
| México        | B             |
| Japón         | G             |
| Suiza         | 7 12 (Bluray) |

## Premios y nominaciones
| Otorgador                                                           | Premio                       | Categoría/destinatario                                          | Resultado |
| ------------------------------------------------------------------- | ---------------------------- | --------------------------------------------------------------- | --------- |
| Academia de las Artes y las Ciencias Cinematográficas de Hollywood  | Oscar                        | Mejor canción original: Al otro lado del río: Jorge Drexler     | Ganado    |
| Academia de las Artes y las Ciencias Cinematográficas de Hollywood  | Oscar                        | Mejor guion adaptado: José Rivera                               | Nominado  |
| Asociación de Guionistas Americanos                                 |                              | Guionista revelación: José Rivera                               | Nominado  |
| Asociación de Cronistas Cinematográficos de la Argentina            | Cóndor de Plata              | Mejor Actor Protagónico: Rodrigo De la Serna                    | Ganado    |
| Asociación de Cronistas Cinematográficos de la Argentina            | Cóndor de Plata              | Mejor Música: Gustavo Santaolalla                               | Ganado    |
| Asociación de Cronistas Cinematográficos de la Argentina            | Cóndor de Plata              | Mejor Guion Adaptado: José Rivera                               | Ganado    |
| Asociación de Cronistas Cinematográficos de la Argentina            | Cóndor de Plata              | Mejor Dirección Artística: Carlos Conti                         | Nominado  |
| Asociación de Cronistas Cinematográficos de la Argentina            | Cóndor de Plata              | Mejor Fotografía: Eric Gautier                                  | Nominado  |
| Asociación de Cronistas Cinematográficos de la Argentina            | Cóndor de Plata              | Mejor Vestuario: Beatriz De Benedetto - Marisa Urruti           | Nominado  |
| Asociación de Cronistas Cinematográficos de la Argentina            | Cóndor de Plata              | Mejor Director: Walter Salles                                   | Nominado  |
| Asociación de Cronistas Cinematográficos de la Argentina            | Cóndor de Plata              | Mejor Compaginación: Daniel Rezende                             | Nominado  |
| Asociación de Cronistas Cinematográficos de la Argentina            | Cóndor de Plata              | Mejor Película                                                  | Nominado  |
| Asociación de Cronistas Cinematográficos de la Argentina            | Cóndor de Plata              | Mejor Sonido: Jean-Claude Brisson                               | Nominado  |
| Academia Británica de las Artes Cinematográficas y de la Televisión | Premios BAFTA                | Anthony Asquith a Mejor música de película: Gustavo Santaolalla | Ganado    |
| Academia Británica de las Artes Cinematográficas y de la Televisión | Premios BAFTA                | Mejor película de habla no inglesa                              | Ganado    |
| Academia Británica de las Artes Cinematográficas y de la Televisión | Premios BAFTA                | Mejor Cinematografía: Eric Gautier                              | Nominado  |
| Academia Británica de las Artes Cinematográficas y de la Televisión | Premios BAFTA                | Mejor película                                                  | Nominado  |
| Academia Británica de las Artes Cinematográficas y de la Televisión | Premios BAFTA                | Mejor actor protgónico: Gael García Bernal                      | Nominado  |
| Academia Británica de las Artes Cinematográficas y de la Televisión | Premios BAFTA                | Mejor actor de reparto: Rodrigo De la Serna                     | Nominado  |
| Academia Británica de las Artes Cinematográficas y de la Televisión | Premios BAFTA                | Mejor guion adaptado: José Rivera                               | Nominado  |
| Festival Internacional de Cine de Bangkok                           | Golden Kinnaree              | Mejor película                                                  | Nominado  |
| Premios Cine Británico Independiente                                |                              | Mejor Película Extranjera                                       | Nominado  |
| Festival de Cine de Cannes                                          | François Chalais             | Walter Salles                                                   | Ganado    |
| Festival de Cine de Cannes                                          | Prize of the Ecumenical Jury | Walter Salles                                                   | Ganado    |
| Festival de Cine de Cannes                                          | Technical Grand Prize        | Eric Gautier                                                    | Ganado    |
| Festival de Cine de Cannes                                          | Palma de Oro                 | Walter Salles                                                   | Nominado  |
| Premios Chlotrudis                                                  | Chlotrudis                   | Mejor guion adaptado: José Rivera                               | Nominado  |
| Gran Premio del Cine de Brasil                                      | Cinema Brazil Grand Prize    | Mejor película extranera                                        | Nominado  |
| Círculo de Escritores Cinematográficos                              | Medallas del CEC             | Mejor guion adaptado; José Rivera                               | Ganado    |
| Premios Clarín                                                      | Clarín                       | Mejor actor protagónico; Rodrigo De la Serna                    | Ganado    |
| Premios Clarín                                                      | Clarín                       | Mejor música original; Gustavo Santaolalla                      | Ganado    |
| Premios César                                                       | César                        | Mejor película extranjera                                       | Nominado  |
| Gremio de Directores de Gran Bretaña                                | DGGB                         | Mejor director de película extranjera: Walter Salles            | Ganado    |
| Premios del Cine Europeo                                            | Screen International         | Walter Salles                                                   | Nominado  |
| Globos de Oro                                                       | Globo de Oro                 | Mejor película extranjera                                       | Nominado  |
| Premios Goya                                                        | Goya                         | Mejor guion adaptado: José Rivera                               | Ganado    |
| Festival de Cine de Hollywood                                       | Hollywood World              | Walter Salles                                                   | Ganado    |
| Premios Fundación Imagen                                            | Imagen                       | Mejor director: Walter Salles                                   | Ganado    |
| Premios Fundación Imagen                                            | Imagen                       | Mejor película                                                  | Ganado    |
| Premios Fundación Imagen                                            | Imagen                       | Mejor actor de reparto: Rodrigo De la Serna                     | Ganado    |
| Premios Fundación Imagen                                            | Imagen                       | Mejor actriz de reparto: Mía Maestro                            | Nominado  |
| Premios Independent Spirit                                          | Independent Spirit           | Mejor cinematografía: Eric Gautier                              | Ganado    |
| Premios Independent Spirit                                          | Independent Spirit           | Revelación: Rodrigo De la Serna                                 | Ganado    |
| Premios Independent Spirit                                          | Independent Spirit           | Mejor director: Walter Salles                                   | Nominado  |
| Círculo de Críticos Cinematográficos de Londres                     | ALFS                         | Mejor película extranjera                                       | Ganado    |
| Círculo de Críticos Cinematográficos de Londres                     | ALFS                         | Mejor director: Walter Salles                                   | Nominado  |
| Círculo de Críticos Cinematográficos de Londres                     | ALFS                         | Mejor película                                                  | Nominado  |
| Festival Internacional de Cine de Noruega                           | Premio de la Audiencia       | Walter Salles                                                   | Ganado    |
| Sociedad de Críticos de Cine Online                                 | OFCS                         | Mejor película extranjera                                       | Nominado  |
| Sociedad de Críticos de Cine Online                                 | OFCS                         | Mejor guion adaptado                                            | Nominado  |
| Premios ACE                                                         | ACE                          | Mejor actor: Gael García Bernal                                 | Ganado    |
| Premios ACE                                                         | ACE                          | Mejor director: Walter Salles                                   | Ganado    |
| Premios ACE                                                         | ACE                          | Mejor actor de reparto: Rodrigo De la Serna                     | Ganado    |
| Premios ACE                                                         | ACE                          | Mejor película                                                  | Nominado  |
| Festival Internacional de Cine de San Sebastián                     | Premio de la Audiencia       | Walter Salles                                                   | Ganado    |